# Novosepelicsi
Novosepelicsi (ukránul: Новошепеличі, oroszul: Новошепеличи) elhagyott település Ukrajna Kijevi területén, a 30 km-es zónában Pripjaty városától északra, annak közvetlen szomszédságában található, a fehérorosz határtól néhány kilométerre. Közvetlen közelében, tőle keletre folyik a Pripjaty folyó, nyugatra pedig Sztari Sepelicsi település fekszik. A csernobili atomkatasztrófa során a radioaktív kihullás ezt a település is érintette. Novosepelicsi lakossága 1683 fő volt, akiket 1986. május 3-án telepítettek ki. A település azóta lakatlan, a természet egy részét már visszahódította. Földrajzi koordinátái: é. sz. 51° 19′ 36″, k. h. 29° 49′ 30″51.326667°N 29.825000°E

## A Falu története
A feltételezések szerint a XI. században a falu Shepel (Shepol) település volt. A XIX. és XX. század közötti időszakban a falu Radomyslsky Uyezd Shepelichi Volostjának igazgatási központja volt.  
A településen a baleset előtt 1683 ember lakott.  A falut 1986. május 3-án evakuálták.
A balesetet követő években a faluban kísérleti gazdaság működött, mely szarvasmarhákat tenyésztett, melyeken kísérleteket végeztek a radioaktív szennyezés végett, talajának megtisztítására kaliforniai férgeket hoztak. 1987-ben néhány lakó visszaköltözött a faluba, úgy mint Savva Gavrilovich és Elena Dorobeevna Obrazhey, majd 2006-ban az ukrán Juscsenko elnök is itt telepedett le. 2014-ben S.G.Obrazhey meghalt, felesége Csernobilba költözött.
A településen középiskola művelődési ház, könyvtár, étterem, szálláslehetőség, óvoda, fafeldolgozó üzem, varroda, tűzoltóság működött. Itt élt és dolgozott V.Ya. Yarmolenko a népművészet mestere.

## Külső hivatkozások
- Село Новошепеличи[halott link]
- A village in the Chernobyl exclusion zone